# Конституція Туреччини
Конститу́ція Туре́цької Респу́бліки — вищий нормативно-правовий акт Туреччини, прийнятий 7 листопада 1982 на всенародному голосуванні. Вона встановлює організацію уряду, а також принципи держави та її обов'язки перед громадянами. Конституція також встановлює права та обов'язки останніх, визначаючи керівні принципи делегування та здійснення суверенітету, який повністю і беззаперечно належить народу.

## Структура Конституції
Конституція складається з 7 частин, 177 статей та 16 тимчасових статей.
Преамбула Конституції і її перша частина (ст. 1-11) містять положення, які описують державний устрій країни, зокрема республіканську форму правління, демократичний, соціально-правовий формат держави, приналежність суверенітету нації й верховенство конституції.
У другій частині Конституції (ст. 12-74) описані права громадян та їх гарантії.
Третя частина Конституції (ст. 75-160) описує повноваження трьох гілок влади: законодавчої, виконавчої та судової. Також тут містяться положення, що регламентують порядок обрання органів влади та формування органів місцевого самоврядування. Норми щодо запровадження в країні надзвичайного та воєнного станів також сформульовані в статтях третьої частини Конституції.
Фінансові та економічні питання отримали відображення в четвертій частині Конституції (ст. 161–173). П'ята частина (ст. 174) в основному містить закони, прийняті в 1924–1934 роках, і в основному служить меті зберегти світський характер держави.
Шоста частина Конституції містить тимчасові положення, які регламентують перехід від тимчасового військового режиму до демократичної республіки.
Прикінцеві статті, які описують порядок зміни Конституції, знаходяться в сьомий частини Конституції (ст. 175–177). Тут також позначені умови набрання чинності основного закону.

## Історія
7 листопада 1982 року конституцію, розроблену військовими після перевороту 1980, було ухвалено на референдумі на заміну Конституції 1961. 9 листопада 1982 нова Конституція набула чинності.
16 квітня 2017 року в Туреччині відбувся референдум, на який було винесено питання про схвалення 18 поправок до Конституції Туреччини, які, зокрема, передбачають перехід від парламентської форми правління до президентської республіки, скасування посади прем'єр-міністра, збільшення числа депутатів парламенту, реформування Верховної ради прокурорів та суддів тощо.